# Beretta ARX-160
Beretta ARX-160 — італійський автомат, створений в рамках програми «Солдат майбутнього» (італ. Soldato Futuro). ARX-160 є елементом перспективного комплексу оснащення піхотинця, в який також входять електронно-оптичний приціл і новий 40-мм підствольний гранатомет GLX 160. Прицільний комплекс має денний, нічний і звичайний оптичний канали, лазерний далекомір і балістичний комп'ютер для гранатомета.

## Конструкція
Автоматика ARX-160 заснована на відводі порохових газів з каналу ствола, газовий поршень має короткий хід. Є затворна затримка. Двосторонній запобіжник-перекладач режимів вогню забезпечує можливість стрільби одиночними і безперервними чергами. Ствольна коробка і корпус УСМ виконані з ударостійкого полімеру. На ствольної коробці і цівка є планки Пікатінні. Складаний пластиковий приклад може регулюватися по довжині (5 позицій). Стандартний ствол довжиною 406 мм може бути швидко замінений в польових умовах на укорочений (305 мм) і посилений 406-мм. По обидва боки ствольної коробки розташовані вікна гільзовикидач, перемикання між якими здійснюються за допомогою натискання гострим твердим предметом (наприклад, кулею) на поперечний штифт, що знаходиться в задній частині ствольної коробки.

## Боєприпаси
Стандартними боєприпасами для ARX-160 є патрони 5,56 × 45 мм НАТО, однак після заміни ствола, патронника і затвора можна використовувати патрони 5,45 × 39 мм, 6,8 мм Remington SPC  , і 7,62 × 39 мм.

## Країни-експлуатанти
- Албанія
- Єгипет
- Італія
- Казахстан: армійський спецназ. Модифікація калібру під  патрон 7,62 × 39 мм[2]
- Мексика
- Україна[3]

## У популярній культурі
Присутній в комп'ютерних іграх:
- Hitman: Absolution
- Splinter Cell: Blacklist
- Alliance of Valiant Arms
- Call of Duty: Modern Warfare: Mobilized
- 007: Legends
- Call of Duty: Ghosts
- Strike Force Heroes 2
- Battlefield 4 (DLC Naval Strike)
- Cross Fire